# Olympische Sommerspiele 2012/Teilnehmer (Armenien)
| Gelbes Symbol für Goldmedaillen mit stilisierten Olympischen Ringen | Graues Symbol für Silbermedaillen mit stilisierten Olympischen Ringen | Braundes Symbol für Bronzemedaillen mit stilisierten Olympischen Ringen |
| ------------------------------------------------------------------- | --------------------------------------------------------------------- | ----------------------------------------------------------------------- |
| —                                                                   | 1                                                                     | 2                                                                       |

Armenien nahm in London an den Olympischen Spielen 2012 teil. Es war die insgesamt fünfte Teilnahme an Olympischen Sommerspielen. Das Nationale Olympische Komitee Armeniens nominierte 25 Athleten in neun Sportarten.
Fahnenträger bei der Eröffnungsfeier war der Taekwondoin Arman Jeremjan.

## Medaillen

### Medaillenspiegel
| Medaillenspiegel Armenien |              |                              |                           |                           |        |
| Platz                     | Sportart     | Goldmedaille – Olympiasieger | Silbermedaille – 2. Platz | Bronzemedaille – 3. Platz | Gesamt |
| 1                         | Ringen       | —                            | 1                         | 1                         | 2      |
| 2                         | Gewichtheben | —                            | —                         | 1                         | 1      |
| Total                     | Total        | —                            | 1                         | 2                         | 3      |

### Medaillengewinner

#### Silber
| Name                 | Sportart | Wettkampf                                          |
| -------------------- | -------- | -------------------------------------------------- |
| Arsen Dschulfalakjan | Ringen   | griechisch-römischer Stil Männer, Klasse bis 74 kg |

#### Bronze
| Name             | Sportart | Wettkampf                                          |
| ---------------- | -------- | -------------------------------------------------- |
| Artur Aleksanjan | Ringen   | griechisch-römischer Stil Männer, Klasse bis 96 kg |

## Teilnehmer nach Sportarten

### Boxen
| Athleten          | Wettbewerb              | 1. Runde       | 1. Runde   | Achtelfinale  | Achtelfinale  | Viertelfinale | Viertelfinale | Halbfinale    | Halbfinale    | Finale        | Finale        | Rang |
| Athleten          | Wettbewerb              | Gegner         | Ergebnis   | Gegner        | Ergebnis      | Gegner        | Ergebnis      | Gegner        | Ergebnis      | Gegner        | Ergebnis      | Rang |
| ----------------- | ----------------------- | -------------- | ---------- | ------------- | ------------- | ------------- | ------------- | ------------- | ------------- | ------------- | ------------- | ---- |
| Männer            |                         |                |            |               |               |               |               |               |               |               |               |      |
| Andranik Hakobjan | Mittelgewicht bis 75 kg | Terrell Gausha | RSC (K.O.) | ausgeschieden | ausgeschieden | ausgeschieden | ausgeschieden | ausgeschieden | ausgeschieden | ausgeschieden | ausgeschieden | 32   |

### Gewichtheben
| Athleten              | Wettbewerb        | Reißen               | Reißen               | Stoßen               | Stoßen               | Zweikampf     | Zweikampf     | Rang   |
| Athleten              | Wettbewerb        | Gewicht              | Rang                 | Gewicht              | Rang                 | Gewicht       | Rang          | Rang   |
| --------------------- | ----------------- | -------------------- | -------------------- | -------------------- | -------------------- | ------------- | ------------- | ------ |
| Frauen                |                   |                      |                      |                      |                      |               |               |        |
| Meline Dalusjan       | Klasse bis 69 kg  | 111 kg               | 6                    | 3 ungültige Versuche | 3 ungültige Versuche |               |               | –      |
| Hripsime Churschudjan | Klasse über 75 kg | 128 kg               | 4                    | 181 kg               | 3                    | 294 kg        | 3             | Bronze |
| Männer                |                   |                      |                      |                      |                      |               |               |        |
| Arakel Mirsojan       | Klasse bis 69 kg  | 148 kg               | 4                    | 3 ungültige Versuche | 3 ungültige Versuche |               |               | –      |
| Tigran Martirosjan    | Klasse bis 77 kg  |                      |                      |                      |                      |               |               |        |
| Ara Chatschatrjan     | Klasse bis 85 kg  | 3 ungültige Versuche | 3 ungültige Versuche | ausgeschieden        | ausgeschieden        | ausgeschieden | ausgeschieden | –      |
| Norayr Wardanjan      | Klasse bis 94 kg  | 170 kg               | 11                   | 210 kg               | 8                    | 380 kg        | 11            | 11     |

### Judo
| Athleten          | Wettbewerb       | 1. Runde Round of 64 | 1. Runde Round of 64 | 2. Runde Round of 32 | 2. Runde Round of 32 | Achtelfinale Round of 16 | Achtelfinale Round of 16 | Viertelfinale Quarter Final | Viertelfinale Quarter Final | Hoffnungsrunde Halbfinale Repechage | Hoffnungsrunde Halbfinale Repechage | Halbfinale    | Halbfinale    | Hoffnungsrunde Finale Bronze Medal | Hoffnungsrunde Finale Bronze Medal | Finale        | Finale        | Rang |
| Athleten          | Wettbewerb       | Gegner               | Ergebnis             | Gegner               | Ergebnis             | Gegner                   | Ergebnis                 | Gegner                      | Ergebnis                    | Gegner                              | Ergebnis                            | Gegner        | Ergebnis      | Gegner                             | Ergebnis                           | Gegner        | Ergebnis      | Rang |
| ----------------- | ---------------- | -------------------- | -------------------- | -------------------- | -------------------- | ------------------------ | ------------------------ | --------------------------- | --------------------------- | ----------------------------------- | ----------------------------------- | ------------- | ------------- | ---------------------------------- | ---------------------------------- | ------------- | ------------- | ---- |
| Männer            |                  |                      |                      |                      |                      |                          |                          |                             |                             |                                     |                                     |               |               |                                    |                                    |               |               |      |
| Howhannes Dawtjan | Klasse bis 60 kg | Tobias Englmaier     | 1011 - 002           | İlqar Müşkiyev       | 1011 - 000           | J. Qossajew              | 100 - 000                | Elio Verde                  | 001 - 002                   | Sofiane Milou                       | 002 - 001                           | ausgeschieden | ausgeschieden | ausgeschieden                      | ausgeschieden                      | ausgeschieden | ausgeschieden | 7    |
| Armen Nasarjan    | Klasse bis 66 kg | -                    | -                    | Raymond Ovinou       | 000 - 100            | Paweł Zagrodnik          | 0111 - 0102              | ausgeschieden               | ausgeschieden               | ausgeschieden                       | ausgeschieden                       | ausgeschieden | ausgeschieden | ausgeschieden                      | ausgeschieden                      | ausgeschieden | ausgeschieden | 9    |

### Leichtathletik
Springen und Werfen 
| Frauen               |             |         |    |               |               |    |
| Kristine Harutjunjan | Speerwerfen | 47,65 m | 38 | ausgeschieden | ausgeschieden | 38 |
| Männer               |             |         |    |               |               |    |
| Wardan Pahlewanjan   | Weitsprung  | 6,55 m  | 40 | ausgeschieden | ausgeschieden | 40 |
| Arsen Sargsjan       | Weitsprung  | 7,62 m  | 25 | ausgeschieden | ausgeschieden | 25 |
| Melik Janojan        | Speerwerfen | 72,64 m | 39 | ausgeschieden | ausgeschieden | 39 |

### Ringen
| Athleten                         | Wettbewerb        | 1. Runde            | 1. Runde | Achtelfinale               | Achtelfinale  | Viertelfinale    | Viertelfinale | Halbfinale    | Halbfinale    | Hoffnungsrunde Viertelfinale | Hoffnungsrunde Viertelfinale | Hoffnungsrunde Halbfinale | Hoffnungsrunde Halbfinale | Hoffnungsrunde Finale | Hoffnungsrunde Finale | Finale        | Finale        | Rang   |
| Athleten                         | Wettbewerb        | Gegner              | Ergebnis | Gegner                     | Ergebnis      | Gegner           | Ergebnis      | Gegner        | Ergebnis      | Gegner                       | Ergebnis                     | Gegner                    | Ergebnis                  | Gegner                | Ergebnis              | Gegner        | Ergebnis      | Rang   |
| -------------------------------- | ----------------- | ------------------- | -------- | -------------------------- | ------------- | ---------------- | ------------- | ------------- | ------------- | ---------------------------- | ---------------------------- | ------------------------- | ------------------------- | --------------------- | --------------------- | ------------- | ------------- | ------ |
| griechisch-römischer Stil Männer |                   |                     |          |                            |               |                  |               |               |               |                              |                              |                           |                           |                       |                       |               |               |        |
| Howhannes Warderesjan            | Klasse bis 66 kg  | Pedro Mullen        | 0:3      | ausgeschieden              | ausgeschieden | ausgeschieden    | ausgeschieden | ausgeschieden | ausgeschieden | ausgeschieden                | ausgeschieden                | ausgeschieden             | ausgeschieden             | ausgeschieden         | ausgeschieden         | ausgeschieden | ausgeschieden | 19     |
| Arsen Dschulfalakjan             | Klasse bis 74 kg  | -                   | -        | Danijar Kobonow            | 3:0           | A. Kikinjou      | 3:0           | Emin Əhmədov  | 3:0           | -                            | -                            | -                         | -                         | -                     | -                     | Roman Wlassow | 0:3           | Silber |
| Artur Aleksanjan                 | Klasse bis 96 kg  | -                   | -        | Daigoro Timoncini          | 3:0           | Ghasem Rezaei    | 0:3           | -             | -             | -                            | -                            | -                         | -                         | Yunior Estrada        | 3:0                   | ausgeschieden | ausgeschieden | Bronze |
| Juri Patrikejew                  | Klasse bis 120 kg | Chassan Barojew     | 3:1      | Bashir Asgari Babajanzadeh | 1:3           | ausgeschieden    | ausgeschieden | ausgeschieden | ausgeschieden | ausgeschieden                | ausgeschieden                | ausgeschieden             | ausgeschieden             | ausgeschieden         | ausgeschieden         | ausgeschieden | ausgeschieden | 8      |
| Freistil Männer                  |                   |                     |          |                            |               |                  |               |               |               |                              |                              |                           |                           |                       |                       |               |               |        |
| Mihran Jaburjan                  | Klasse bis 55 kg  | -                   | -        | Brandon Escobar            | 3:1           | Shin’ichi Yumoto | 1:3           | ausgeschieden | ausgeschieden | ausgeschieden                | ausgeschieden                | ausgeschieden             | ausgeschieden             | ausgeschieden         | ausgeschieden         | ausgeschieden | ausgeschieden | 7      |
| Dawit Safarjan                   | Klasse bis 66 kg  | Freilos             | Freilos  | Abdou Omar                 | 5:0           | A. Tangatarow    | 1:3           | ausgeschieden | ausgeschieden | ausgeschieden                | ausgeschieden                | ausgeschieden             | ausgeschieden             | ausgeschieden         | ausgeschieden         | ausgeschieden | ausgeschieden | 8      |
| Hadschimurad Nurmohamedow        | Klasse bis 84 kg  | Jussuf Abdussalomow | 3:1      | Ehsan Lashgari             | 0:5           | ausgeschieden    | ausgeschieden | ausgeschieden | ausgeschieden | ausgeschieden                | ausgeschieden                | ausgeschieden             | ausgeschieden             | ausgeschieden         | ausgeschieden         | ausgeschieden | ausgeschieden | 11     |

### Schießen
| Athleten          | Wettbewerb         | Qualifikation | Qualifikation | Finale        | Finale        | Ringe | Rang |
| Athleten          | Wettbewerb         | Ringe         | Rang          | Ringe         | Rang          | Ringe | Rang |
| ----------------- | ------------------ | ------------- | ------------- | ------------- | ------------- | ----- | ---- |
| Männer            |                    |               |               |               |               |       |      |
| Norayr Bachtamjan | Luftpistole 10 m   | 579           | 16            | ausgeschieden | ausgeschieden | 579   | 16   |
| Norayr Bachtamjan | Freie Pistole 50 m | 557           | 18            | ausgeschieden | ausgeschieden | 557   | 18   |

### Schwimmen
| Athleten          | Wettbewerb     | Vorlauf     | Vorlauf | Halbfinale    | Halbfinale    | Finale        | Finale        | Rang |
| Athleten          | Wettbewerb     | Zeit        | Rang    | Zeit          | Rang          | Zeit          | Rang          | Rang |
| ----------------- | -------------- | ----------- | ------- | ------------- | ------------- | ------------- | ------------- | ---- |
| Frauen            |                |             |         |               |               |               |               |      |
| Anahit Barseghjan | 100 m Rücken   | 1:08,19 min | 44      | ausgeschieden | ausgeschieden | ausgeschieden | ausgeschieden | 44   |
| Männer            |                |             |         |               |               |               |               |      |
| Mikayel Kolojan   | 100 m Freistil | 53,82 s     | 45      | ausgeschieden | ausgeschieden | ausgeschieden | ausgeschieden | 45   |

### Taekwondo
| Athleten       | Wettbewerb       | Achtelfinale      | Achtelfinale | Viertelfinale | Viertelfinale | Halbfinale           | Halbfinale | Hoffnungsrunde Halbfinale | Hoffnungsrunde Halbfinale | Hoffnungsrunde Finale | Hoffnungsrunde Finale | Finale        | Finale        | Rang |
| Athleten       | Wettbewerb       | Gegner            | Ergebnis     | Gegner        | Ergebnis      | Gegner               | Ergebnis   | Gegner                    | Ergebnis                  | Gegner                | Ergebnis              | Gegner        | Ergebnis      | Rang |
| -------------- | ---------------- | ----------------- | ------------ | ------------- | ------------- | -------------------- | ---------- | ------------------------- | ------------------------- | --------------------- | --------------------- | ------------- | ------------- | ---- |
| Männer         |                  |                   |              |               |               |                      |            |                           |                           |                       |                       |               |               |      |
| Arman Jeremjan | Klasse bis 80 kg | Sebastien Michaud | 8:4          | Tommy Mollet  | 6:4           | Sebastián Crismanich | 1:2        | –                         | –                         | Lutalo Muhammad       | 3:9                   | ausgeschieden | ausgeschieden | 5    |

### Turnen

#### Gerätturnen
| Athleten      | Wettbewerb       | Qualifikation | Qualifikation | Finale        | Finale        | Rang |
| Athleten      | Wettbewerb       | Punkte        | Rang          | Punkte        | Rang          | Rang |
| ------------- | ---------------- | ------------- | ------------- | ------------- | ------------- | ---- |
| Männer        |                  |               |               |               |               |      |
| Artur Dawtjan | Mehrkampf Einzel | 82,865        | 36            | ausgeschieden | ausgeschieden | 36   |